# 30857 Parsec
30857 Parsec è un asteroide della fascia principale. Scoperto nel 1991, presenta un'orbita caratterizzata da un semiasse maggiore pari a 2,2157550 UA e da un'eccentricità di 0,1612729, inclinata di 3,49156° rispetto all'eclittica.